# Sulphur Springs (Gallion)
Sulphur Springs bei Gallion ist eine Thermalquelle im Parish Saint Mark im Inselstaat Dominica.

## Geographie
Dominica ist insgesamt vulkanischen Ursprungs, daher gibt es an vielen Stellen noch immer leichten Vulkanismus. Im Krater von Soufrière gibt es mehrere Thermal- und Schwefelquellen. Der Ort hat seinen Namen daher erhalten. Die Sulphur Springs bei Gallion sind sozusagen die kleinere Schwester von Soufrière Sulphur Springs.
Die Quellen liegen am Hang des Morne Crabier.